# 인도네시아
인도네시아 공화국(인도네시아어: Republik Indonesia 레푸블릭 인도네시아[*], 영어: Republic of Indonesia), 약칭 인도네시아(인도네시아어: Indonesia)는 동남아시아에서 오세아니아까지 이어진 섬나라이다. 17,000개 이상의 섬이 있으며 주요 섬들은 수마트라, 자와(자바), 보르네오, 술라웨시, 뉴기니 등이다.
인도네시아의 면적은 1,904,569km2로 세계에서 14번째로 면적이 넓은 나라이며, 세계에서 가장 면적이 넓은 섬나라이다. 인구는 약 2억 8천만 명으로 세계에서 4번째로 인구가 많은 나라이며, 세계 섬나라 중에서 인구가 가장 많은 섬나라이다. 세계에서 가장 인구가 밀집된 섬인 자와섬에는 인도네시아 전체 인구의 절반 이상이 모여 산다. 특히 발리섬과 수도 자카르타는 여행객이 많다.
인도네시아는 대통령제를 채택했으며, 선거로 선출한 의회가 입법부를 구성하는 입헌 공화국이다. 38개의 지방들 중 5개가 특별 지위 지역이다. 인도네시아 수도인 자카르타는 세계에서 두번째로 인구 밀집도가 높은 도심 지역이다. 그 외에도 동티모르, 파푸아 뉴기니와 육상 국경, 싱가포르, 베트남, 필리핀, 호주, 말레이시아, 팔라우, 안다만 니코바르 제도와 해상 국경을 접한다. 인도네시아는 대규모 인구와 높은 인구 밀집도에도 국가의 관심과 환경 보호로 자연환경을 잘 보존하였고, 천혜의 자연을 바탕으로 세계에서 가장 높은 생태계 다양성을 지닌다.
인도네시아 군도는 7세기 경 스리위자야 왕국과 마자파힛 왕국이 중국 본토와 인도 아대륙과 교류하면서부터 중요한 교역 중심지였다. 토착 지배자들은 점차 외국 문화들을 받아들였고, 이때 힌두교와 불교를 받아들여 국교로도 삼았다. 무슬림 상인들은 이슬람교를 전했고 유럽인들은 식민지화 과정에서 기독교를 전파하였다. 포르투갈, 프랑스, 영국, 일본 등이 간섭을 하기도 하였으나, 인도네시아를 지배한 가장 주요한 유럽 열강 세력은 네덜란드인이다. 적어도 350년에 걸쳐 인도네시아 전반에 막대한 영향력을 행사하였다. ‘인도네시아’라는 통일된 국가 개념은 20세기 초에 처음 등장하였고, 1945년에는 독립을 선언하였다. 허나 당시 인도네시아 지역 지배권을 주장한 네덜란드는 이를 거부하였고, 이 문제로 인도네시아 독립전쟁이 발발했다. 1949년 인도네시아 1대 대통령이 되었던 수카르노가 이끈 군대가 피해를 입었지만 공식적으로 네덜란드 군대에게 승리하고 독립의 길을 열었다.
인도네시아에 수백 개의 다른 민족들과 언어들이 공존한다. 이들 중 가장 큰 민족은 자와인이다. 워낙 다양한 민족들이 섞였기에, 인도네시아 표어는 ‘다양성 속의 통합’이며, 복수의 국어, 민족적 다양성, 종교적 다양성을 관용하는 정책을 펼친다. 인도네시아는 세계에서 물가에 따른 구매력 평가로 5순위이다. 인도네시아는 국제 연합, 세계무역기구, 국제 통화 기금, G20, 비동맹 운동, 아세안, 아시아태평양 경제협력체, 동아시아 정상회의, 아시아 인프라 투자은행, 이슬람 협력 기구의 일원이기도 하다.
주요 도시로는 자카르타, 수라바야, 덴파사르, 마카사르, 발릭파판, 아체, 술루 암본 등이 있다.

## 국명
정식 국명은 인도네시아 공화국(인도네시아어: Republik Indonesia 레푸블릭 인도네시아[*])이며 한국한자음으로는 인도니서아(印度尼西亞)의 줄임말인 인니(印尼)로도 부른다. 참고로 인도네시아란 명칭은 19세기 영국 학자가 명명하였고, '인도양의 섬들(네시아)'이라는 뜻이다. 적도의 푸른 보석이란 별칭도 있다.
‘인도네시아’라는 단어는 그리스어 ‘인도스(Ἰνδός)’와 ‘네소스(νῆσος)’를 합친 단어이고, ‘인도양의 섬들’이라는 뜻이다. 어원은 18세기, 현대 인도네시아를 형성하기 이전부터 있었다. 1850년에 영국 민족학자 조지 윈드소르 얼이 처음으로 ‘인두네시아’와 ‘말레이유네시안’이라는 단어를 만들었고, 이 단어를 이용하여 말레이 반도에 사는 사람들을 부르기 시작했다. 이후 그의 학생이었던 제임스 리처드슨 로간이 ‘인도네시아’를 ‘인도 군도’와 동일한 뜻으로 사용하기 시작하였다. 그러나 네덜란드인들은 이 단어 사용을 꺼려했고, 말레이 반도나 네덜란드령 동인도라는 명칭을 선호하였다.
1900년대 이후, ‘인도네시아‘는 네덜란드를 제외한 각국 학계에서 자주 사용하였고, 인도네시아 민족주의자들도 정치적인 목적으로 이 단어를 채택하여 사용하였다. 베를린 대학 교수인 아돌프 바스티안은 자신의 저작에서 이 단어를 사용했으며, ‘인도네시아’라는 단어를 처음으로 사용한 원주민 학자는 1913년에 '키 하자르 데완타라'로 인도네시아에 신문사를 창립하며 공식화했다.

## 역사
현재 인도네시아 인구 대부분인 오스트로네시아족은 동남아시아를 거쳐 인도네시아 섬들에 대략 기원전 2000년 즈음에 정착했다. 정착 후 점차 동쪽으로 거주지를 넓혔다. 농사 짓기에 이상적인 동남아 기후로 기원전 8세기에는 논에 물을 채워 벼를 재배하였다. 기원후 1세기 경에는 해양 무역도 활발하여 중국과 인도 왕국들과도 교류를 맺었다. 무역은 이후로 인도네시아 역사의 주요 산업이 되었다.
7세기, 스리위자야 해상왕국이 무역로를 독점하고 번성하였다. 힌두교와 불교를 이때 받아들였으며, 8세기와 10세기 사이에는 자와섬에서 불교 왕조인 샤일렌드라 왕조와 힌두 왕조인 마타람 왕조가 등장하였다. 샤일렌드라 왕조는 세계 최대 불교유적인 보로부두르를 남겼으며, 마타람 왕조는 프람바난 사원을 후세에 남겼다. 힌디 왕조인 마자파힛 왕국은 13세기 후반에 자와섬 동부에 자리를 잡고, 가자 마다 국왕의 재위기에 최고 전성기를 맞아 현재 인도네시아 대부분 지역에 영향력을 뻗쳤다. 사학자들은 이 시기를 보통 인도네시아 역사의 ‘황금기’라고 칭한다.
인도네시아에서 이슬람교 전파는 13세기 수마트라 북부지역이 시작점이다. 다른 섬들도 점차 무역자들을 통하여 점진적으로 이슬람을 믿기 시작하였고, 16세기 후반에 자마섬과 세마라섬을 중심으로 이스람교가 최대 신앙으로 떠올랐다. 이슬람교는 토착 종교와 문화와 뒤섞이며 토착화했고, 특히 인도네시아 자마섬에서는 중동 이슬람에서 볼 수 없는 신기한 규율들이 생겨났다.

### 식민통치기
인도네시아 지방에 유럽인이 처음 도착한 시기는 1512년으로, 프란시스코 세라로가 이끄는 포르투갈 상단이 도착했다. 이들은 육두구, 정향, 큐베브 등을 독점하려고 말루쿠 제도에 상륙하여 인도네시아인들은 유럽인을 최초로 만났다. 이어 네덜란드와 영국의 상인들이 뒤따라 인도네시아로 들어왔고, 1602년에 네덜란드는 네덜란드 동인도회사를 세워 이후 약 200여 년 동안 인도네시아를 독점적으로 통치하고 약탈하였다. 네덜란드 동인도회사는 1800년에 파산하여 사라졌고, 네덜란드인들은 그 자리에 네덜란드령 동인도를 세워 정부가 직접 통치하였다.
식민지 기간 전반적으로, 인도네시아에 대한 네덜란드의 정치적 영향력은 지속적이었지만 지배력은 강력하지는 않았다. 자바에서 끊임없는 민족운동이 일어나 폭력적인 제국주의 네덜란드인들과 맞서 싸웠으며, 자바 중부에서 디포네고로 전쟁이, 세마라 중부에서 이맘 본졸 등의 지도자들이 등장하였다. 이들은 원주민 학살과 강간, 마약 판매, 성매매 등을 저지르는 네덜란드 제국주의 조직들에 맞서 싸웠다. 또한 아체 술탄국은 특히 강력하게 대립하였고, 30년이 넘는 기간 동안 아체 전쟁을 치루었다. 그 과정을 거치며 네덜란드 반대 세력 진압에 성공하였고, 네덜란드는 지배권을 강화하였다. 결국 20세기 초가 되어 현재 인도네시아 지역 대부분의 지배권을 확립했다.
2차 세계대전이 터지고, 일본군이 침략해 들어오며 네덜란드의 인도네시아 식민지배가 끝났다. 전쟁기간 동안 일본이 인도네시아를 지배하였고, 1945년 8월에 일본이 패망하고 이틀 뒤에 수카르노와 모하맛 하타와 같은 독립지도자들은 인도네시아의 독립을 선포하였다. 이들은 각각 신생 인도네시아의 대통령과 부통령으로 취임하였다. 그러나 2차 대전 이후에도 서구 제국주의를 추구하던 네덜란드는 이를 거부하였고, 군대를 동원해 인도네시아 독립을 무참히 진압하려 들었다. 신생국 인도네시아는 굴복하지 않았고, 네덜란드에 대항하는 인도네시아 독립 전쟁이 발발하였다. 1949년 수카르노가 지휘하던 인도네시아 군대가 네덜란드 군대가 주둔하던 자카르타를 공격하였다. 전투 초기에 인도네시아군의 기습공격이 성공적이었으나, 중반에 들며 네덜란드군이 재집결하고 신형 무기와 대량 물자로 반격하자 인도네시아 군대가 많은 피해를 입었다. 그 피해에도 인도네시아군은 결국 공식적으로 승리를 거두었다.
인도네시아 독립전쟁에서 약 5,000명에 이르는 전사자와 손실을 입고, 자카르타 전투에서 공식적으로 패배한 네덜란드 정부에게 국민 여론은 등을 돌렸고, 국가 내부의 전쟁 반대 압력이 커졌다. 전쟁 기간 동안 인도네시아 독립을 지지하던 국제사회의 압력은 더욱 거세졌고, 네덜란드는 1949년 12월에 인도네시아 독립을 인정할 수 밖에 없었다. 인도네시아는 서구 제국주의 폭력으로 많은 상처를 받았으나, 인도네시아 독립 전쟁을 거치며 하나의 국가라는 정체성을 점차 형성해 진정한 독립에 이르렀다.

### 독립 이후
수카르노는 대통령으로 취임한 후, 민주주의에서 점차 멀어지는 행보를 보이더니, 결국 권위주의적인 행태가 드러났다. 그는 군대, 이슬람 종교세력, 인도네시아 공산당 사이에서 균형을 잡으며 권력을 유지하였다. 군대와 공산당 사이의 갈등은 점차 극에 달했고, 결국 1965년에는 쿠데타가 터졌다. 이때 군대를 이끌던 수하르토 장군은 대대적인 공산당 탄압 작전을 펼쳤고, 공산당과 관련이 있다고 간주한 50만 명에서 100만 명 사이의 국민을 학살하며 대참극을 벌였다. 공산당은 쿠데타 모의죄로 몰렸고, 결국 강제 해산 당했다. 수하르토는 점차 수카르토 대통령의 권력을 넘보았으며, 점차 그의 세력을 키우다가 1968년 3월에는 마침내 수카르토 대통령에게서 권력을 이양받아 새 대통령으로 취임하였다. 그는 미국의 지원을 받아 해외직접투자를 장려하였으며, 이후의 급격한 경제 성장의 기초를 놓았다. 수하르토는 재직 중 중국인들을 인도네시아 원주민에 동화시킨다는 정책을 펼쳐, 중국어 사용을 금지하고 중국식 이름을 인도네시아식으로 개명하게 하는 등 중국인들에 대한 탄압이 잇따랐다.
인도네시아는 1997년 아시아 금융위기의 타격을 가장 심하게 받은 국가였다. 이로 인하여 대중들은 수하르토 정부를 불신하였고, 수하르토가 그때까지 펼쳐오던 정치적 야당의 탄압과 부정부패에 대한 문제를 본격적으로 지적하였다. 1999년 동티모르는 1975년에 인도네시아가 침략한 이래 드디어 독립을 되찾았다. 침략 기간 25년 동안 인도네시아가 동티모르 지역에서 저지른 참살은 국제적인 지탄을 받았다.
1998년 수하르토 대통령이 마침내 하야하였으며, 이어 부통령이었던 바하루딘 유숩 하비비가 새 대통령으로 취임했다. 이듬해 압두라만 와힛이 새 대통령으로 취임해 사실상 민주적인 성격의 정권 교체를 이루었다. 2003년까지 간접 선거를 치루렀으나, 헌법 개정으로 2004년 첫 대통령 직접 선거가 실시되었으며, 당시 대통령 메가와티 수카르노푸트리와 수실로 밤방 유도요노가 대결하여 유도요노의 승리로 끝났다. 최근 들어 인도네시아 경제가 크게 발전했지만, 2000년대도 여전히 정치적, 사회적 불안정, 부정부패, 테러리즘은 여전히 국가적인 난제로 남아있다. 여전히 수많은 민족들로 이루어진 다민족 국가라는 한계에서 오는 불협화음 문제 그리고 군대와 정부의 부정부패도 문제다. 2014년에는 조코 위도도 대통령이 처음으로 군, 정부 엘리트층 출신이 아닌 인사 출신으로 대통령에 당선되었다.
2007년에는 자국을 비롯한 말레이시아-태국-베트남에서 2007년 AFC 아시안컵이 개최되었다. 2012년에는 미국에서 제작했던 반이슬람영화에 대해 인도네시아에서도 시위가 일어났으며, 반이슬람영화로 촉발된 시위를 놓고 온건파와 강경파가 대립하였다.
2022년 인도네시아 국회에서 수도를 자카르타에서 누산타라로 이전하는 법안이 통과하여 수도를 누산타라로 이전한다.

## 자연 환경

### 지리

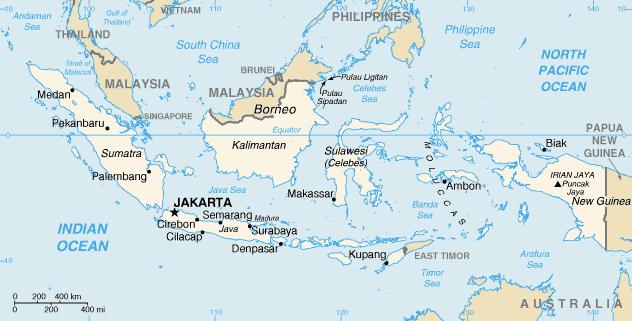
인도네시아 지도

인도네시아는 북위 6도와 남위 11도 사이에 자리하며, 동경 95도와 141도 사이에 위치한다. 섬으로 구성된 국가들 가운데 세계에서 가장 거대한 영토를 자랑하며, 동서로 5,120킬로미터, 남북으로는 1,760킬로미터 길이이다. 인도네시아 해양투자부는 인도네시아에 17,504개의 섬들이 있다고 한다. 다만 UN에 등록한 섬들은 총 16,056개이다. 이들 중 6,000여 개의 섬들에 사람들이 거주한다. 가장 거대한 섬들은 자와섬, 수마트라섬, 깔리만딴섬, 슐라웨시섬, 뉴기니섬 등이 있다. 인도네시아는 보르네오와 세바틱섬에서 말레이시아와 국경을 접하며, 뉴기니섬에서 파푸아뉴기니와, 티모르섬에서 동티모르와 육상 국경을 맞대며, 해상 국경으로는 싱가포르, 말레이시아, 베트남, 필리핀, 팔라우, 오스트레일리아와 접하고 있다.
인도네시아 최고봉은 해발 4,884미터인 푼착 자야산이다. 가장 거대한 호수는 수마트라에 위치한 토바 호이며, 총 1,145제곱 킬로미터에 달하는 면적을 자랑한다. 가장 긴 강들은 칼리만탄과 뉴기니에 대부분 있으며, 주요 강들은 카푸아스 강, 바리토 강, 맘베라모 강, 세픽 강, 마하캄 강 등이다. 강 주변 주민들은  다양한 선박을 이용하여 교류하거나 물건을 사고판다.

### 기후
인도네시아 섬들이 적도를 중심으로 북위 5°에서 남위 10° 사이에 위치한다. 완전한 열대성 기후이고, 동남아시아 계절풍대의 전형적인 특징을 보인다. 일반적으로 연중 높은 기온 날씨로 거의 전지역이 평균기온 25∼27℃를 기록하며 적도변의 중앙지대에서는 월별 변화가 거의 나타나지 않는다. 강수량은 몬순의 영향을 크게 받아 중심부에 해당하는 적도 부근의 연중 강우지역을 제외하면 대체로 건기와 우기의 구별이 뚜렷하다. 주요지역의 연평균 강수량은 폰티아나크(보르네오섬) 3,175mm, 파당(수마트라섬) 4,172mm, 자카르타(자와섬) 1,755mm이며, 소순다열도의 동쪽은 훨씬 더 건조하다. 더운 날씨 때문에 12월, 1월에도 해수욕을 즐긴다. 자카르타 (남위 6도)의 기후는 열대성 기후로서, 높은 기온과 많은 강우량이 특징적이며, 이에 따라 습도도 연평균 75∼85％로 상당히 높다. 연평균 기온은 26.8℃로 연교차가 1℃에 불과하지만 1월과 2월에는 20℃ 이하가 되는 날도 있다.
인도네시아는 적도 부근에 자리해서, 기후가 일년 내내 거의 비슷하다. 인도네시아에는 오직 2개의 계절만 있다. 크게 비가 내리는 우기와 비가 상대적으로 적게 내리는 건기다. 한국과 같이 여름과 겨울처럼 극단적으로 온도가 다른 계절은 없다. 인도네시아 지역 대부분에서 건기는 5월에서 10월까지이며, 우기는 11월에서 4월까지이다. 모든 지역들이 열대 기후이며, 대부분 섬들에서 거대한 열대우림이 자생한다. 그나마 시원한 기후대는 산악 지역으로, 높이가 해발 1,300m에서 1,500m 정도에 이르러야 열대 기후가 어느 정도 시원한 기후대로 바뀐다. 고산 지대 일부에서 서안 해양성 기후가 드물게 나타나며, 이 지역들에서 열대 사바나 기후나 열대 기후가 번갈아 나타난다.

칼리만탄이나 수마트라 같은 지역들은 일 년 동안 강우량과 온도의 차이가 거의 없어 우기와 건기 구분이 불명확하다. 다만 누사 텡가라 같은 지역들에서는 차이가 어느 정도 발생하여 건기에는 가뭄이, 우기에는 홍수가 나기도 한다. 강우량은 지역마다 다양하며 수마트라 서부, 자바, 칼리만탄 내부와 파푸아섬에서 상대적으로 많은 편이고 오스트레일리아와 가까운 지역들에서는 상대적으로 강우량이 적다. 인도네시아 육지를 둘러싸는 열대 바다가 거의 일정한 수온을 항상 유지해서, 인도네시아 육지의 기온도 어느 정도 일정한 수준을 늘 유지한다. 습도가 상당히 높은 70%에서 90% 사이다. 몬순 때에는 남동풍이 불어오며, 6월부터 10월까지 지속된다. 또한 11월에서 3월까지는 북서풍이 분다. 태풍은 상대적으로 피해를 끼치지 않으나, 오히려 조류 변화가 롬복 등의 해협에서 발생하여 더 큰 재산 피해를 준다. 

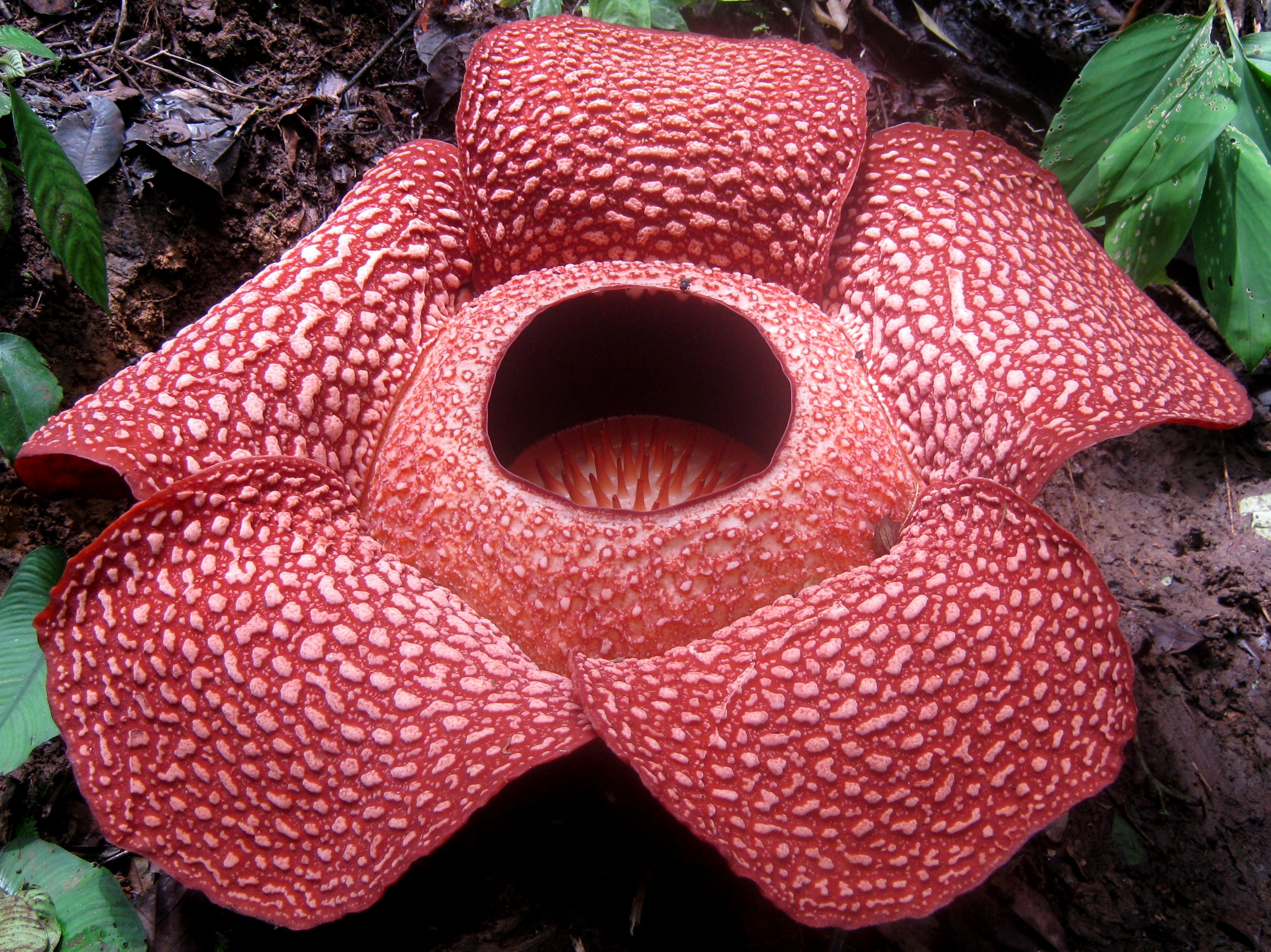
세계에서 가장 거대한 꽃인 라플레시아

### 생태계
인도네시아는 그 특유의 열대 기후, 다양한 섬들, 그리고 광대한 크기로 세계에서 가장 높은 생태계 다양성이 있다. 인도네시아 동물군과 식물군은 아시아와 오스트레일리아가 품종이 섞였으며, 수마트라, 자바, 보르네오, 발리 등의 섬들은 한때 아시아 대륙과 직접 연결되었으므로 당시 아시아에서 번성했던 식물과 동물 상당수가 이 섬들에 서식한다. 대형 동물들에는 주로 수마트라 호랑이, 코뿔소, 오랑우탄, 악어, 아시아 코끼리, 표범
등이 있다. 인도네시아를 대표하는 코모도왕도마뱀도 있다.이들은 한때 발리 섬까지 퍼져 개체 수가 융성했으나, 점차 인간들이 거주하며 수가 급격히 줄어들고 있다. 한편 대륙과 오래 전에 분리된 술라웨시, 누사 텡가라, 말루쿠 등의 섬들은 생태계를 독자적으로 구축하였으며, 고유종들도 매우 많다. 파푸아섬은 오스트레일리아 대륙에 직접 닿아있었기에, 오스트레일리아의 영향을 강하게 받았으며 600여 종에 달하는 새들이 오스트레일리아에서 전파되었을 정도이다. 숲은 인도네시아 전체 영토의 70%에 달한다. 허나 사람들이 많이 모여 사는 자와섬의 경우에는 특히 상당수의 숲들이 벌채되거나 사라진 상태이다.
인도네시아는 오스트레일리아에 이어 세계에서 2번째로 많은 고유종이 있다. 전체 1,531종의 새들 가운데에 36%가 오직 인도네시아에서만 서식하며, 515종에 달하는 포유류들 중에서 39%도 인도네시아에만 산다. 열대 바다가 인도네시아의 80,000킬로미터에 달하는 해안선을 감싼다. 이 덕분에 인도네시아는 산호초, 맹그로브 숲, 모래 해안, 대륙붕 등 다양한 해안 생태계도 함께 이룬다. 인도네시아의 산호초는 워낙 규모가 크기 때문에, 1,650여 종에 달하는 산호초 어종들이 오직 인도네시아의 동부 산호초 해안에서만 발견될 정도이다.
영국의 자연학자 알프레드 러셀 월리스는 ‘월리스 선’을 그어 인도네시아의 아시아 유래종들의 서식지와 오스트레일리아 유래종 서식지를 구분하였다. 이 선은 칼리만탄과 술라웨시 사이를 남북으로 가로지르며, 롬복 해협을 지나 롬복과 발리섬을 구분짓는다. 이 선 서쪽에 있는 섬들에는 대체적으로 아시아에서 건너온 동식물들이 서식하며, 동쪽에 있는 섬들에는 보통 오스트레일리아에서 건너온 동식물들이 산다. 그가 1869년에 집필한 ‘말레이 군도’에서 그는 이 지방에만 살고 있는 수없이 많은 동식물들에 대하여 설명하였다. 그의 공적을 기려 현재 월리스 라인과 뉴기니 사이에 있는 섬들의 명칭을 ‘월라세아’라고 정하였다.

## 정치

프라보워 수비안토 대통령

기브란 라카부밍 라카 부통령

인도네시아는 대통령제를 채택했다. 1998년 수하르토가 퇴진한 이후, 인도네시아 정치 체제는 급격한 개혁을 거쳤고, 행정부, 사법부, 입법부를 통째로 바꾸었다. 인도네시아 대통령은 곧 국가수반이자 행정부 최고 지도자이며, 인도네시아 군대 최고 통수권자이다. 또한 국내 행정을 모두 총괄하는 최고 책임자이며, 정책을 만들고 외교 정책들을 다룬다. 대통령 임기는 5년이며, 중임제를 채택했다.
인도네시아 입법부는 국민협의회라고 한다. 주로 헌법을 수호하고 그에 맞게 법을 제정하는 역할을 하며, 대통령과 행정부를 견제하거나 지원하는 역할을 동시에 수행한다. 국민협의회는 양원제를 채택했으며, 상원격에 해당하는 지역대표의회는 총 136명의 상원의원들로 구성하고, 하원격에 해당하는 인민대표의회는 575명의 의원들로 구성한다. 1998년 개혁 이후, 입법부 역할이 상당히 커졌다. 특히 상원인 지역대표의회에서 대부분의 역할과 권위, 권력을 맡는다. 사법부의 경우에는 가장 하급 법원으로 주 법원, 그 다음으로 고등 법원, 최고 법원으로는 대법원이 있다. 대법원에서는 최종 판결을 내리며, 하급 법원들에게 재심을 요구할 수 있다. 그 외에도 헌법 재판소도 따로 있는데, 주로 헌법적, 정치적인 사안들을 다룬다. 그 외에도 종교법원도 따로 구성하여 샤리아와 관련된 재판들을 맡아 처리한다. 또한 사법 위원회가 사법부 내에 존재하며, 이들이 판사들의 행실을 면밀히 감시한다. 1999년까지 대통령을 국민협의회(MPR)에서 간선제로 선출했으나, 2004년 이후부터 국민이 투표하는 직선으로 선출한다. 대통령 임기는 5년이며, 한 차례만 연임할 수 있다. 2014년 조코 위도도 대통령이 취임하며 최초의 직선제 문민 정부를 수립했다. 다당제로 여러 정당들이 난립해서 한 정당이 과반 의석을 차지하기 힘든 구조다. 대통령 후보는 총선 득표율 25% 이상 또는 의석점유율 20% 이상인 정당 또는 연합만 선출 가능하다.

### 정당
1999년 이래 인도네시아는 다당제를 유지해 왔다. 또한 수하르토 퇴진 이후 치루었던 모든 입법 구성 선거에서 그 어떠한 당도 의회 과반석을 차지한 적이 없다. 2019년 총선에서 조코 위도도 대통령이 속했던 민주항쟁당이 가장 많은 의석을 가져갔다. 그 외 다른 정당들은 직능단체당, 위대한 인도네시아 운동당, 민주당 등이 있다. 2019년 총선 이후 하원에 총 9개 정당만 남았다. 입법부 봉쇄 조항으로 국가 전체 득표수의 4% 이상을 득표한 정당만 입법부에 참여하였다. 첫 총선은 1955년에 제헌의회와 하원의 의원들을 위하여 치루었다. 2004년까지 인도네시아 국민들은 직접 대통령을 선출하지 못하였으나, 2004년 이후 직선제 5년 임기로 치룬다. 2015년 지방선거부터 시장과 주지사 선거를 같은 날에 실시한다. 2014년 헌법 재판소는 2019년부터 총선과 대선이 동시에 열리도록 판결을 내렸다.

## 행정 구역
인도네시아의 행정구역은 34개 주(provinsi), 3개 특별주(daerah istimewa)(파푸아, 욕야카르타, 서파푸아), 1개 수도권(daerah khusus ibu kota)의 34개로 나뉜다. 수도는 자카르타이다. 최근 보르네오의 동 칼리만탄으로 수도를 이전하는 것이 확정되었다. 제2의 도시는 수라바야이다. 인도네시아의 총 면적은 1,904,569㎢으로 세계에서 15번째로 크다.자와섬과 수마트라섬에 인구가 몰려있어서 서쪽 수마트라섬에서 동쪽 서뉴기니까지 영역이 매우 길게 뻗어있다. 티모르섬에는 인도네시아령인 서티모르와 독립국인 동티모르가 있다. 인도네시아의 가장 상위 지방단체는 주이다. 총 34개의 주가 있으며, 5개가 특별 자치단체의 지위를 가지고 있다. 각각의 주들은 모두 독자적인 의회를 가지고 있으며, 주지사는 선거로 선출된다.
주 다음 단계는 군에 해당하는 ‘카부파텐’과 시에 해당하는 ‘코타’로, 각각 군수와 시장들이 맡아 운영한다. 이들도 모두 각자 의회가 있다. 그 다음 단계는 지역구이며, 마지막 단계는 마을이다. 마을은 지방자체단체의 최하위 단계로, 여러 사회 그룹(루쿤 와르가)로 구성된다. 사회 그룹들은 또 이웃 그룹(루쿤 테탕가)로 나뉜다. 자와섬에서 마을들은 두순, 혹은 두쿠라고 하는 더 작은 단위로 쪼개지며, 이들은 다른 섬들의 사회 그룹과 지위가 비슷하다. 2001에 실시된 지방자치조사에 의하면, 군과 시들이 대부분의 공무를 맡아 처리하고 있으며, 시민들의 삶에 가장 영향을 끼치고 있는 것은 마을이라고 하였다. 마을은 주민들에 의하여 선출된 ‘루라’, 혹은 ‘케팔라’라고 불리는 이장들이 관할한다.
아체, 자카르타, 욕야카르타, 파푸아, 서파푸아는 다른 지역들에 비해 훨씬 더 많은 자율성을 가지고 있다. 반다 아체의 경우 보수적인 이슬람 사회로, 샤리아 법과 관련되어 중앙정부의 법보다 훨씬 더 엄격한 법을 자율적으로 만들어 적용한다. 욕야카르타는 유일한 인도네시아의 식민시대 이전의 왕실이 아직까지 존속해내려오고 있는 곳으로, 욕야카르타의 술탄 후계자들이 주지사의 역할을 동시에 맡고 있다. 파푸아와 서파푸아는 지방 정부가 따로 세워져 있어 토착 거주민들이 자치적으로 정부를 운영한다. 자카르타는 인도네시아의 수도(권)이기 때문에 특별한 지위를 부여받았다.

### 행정구역 조정
가장 최근의 경우 2012년에 동칼리만탄주에서 북칼리만탄주가 분리되어 나오며 주의 수가 늘어나기도 한다.

## 대외 관계
인도네시아는 132개의 국가들과 수교하고 있으며, 95개국에 대 설치되어 있다. 주 외교 기조는 ‘자유롭고 활동적인’ 정책들을 중심으로 하고 있으며, 인도네시아의 거대한 영토에 걸맞도록 지역 내에서 자유로운 역할을 맡으며 타국과의 마찰을 최대한 줄이려 노력하고 있다. 인도네시아는 냉전 기간 동안 세계적인 각축장이었다. 미국, 소련, 중국 등의 강대국들이 개입하여 인도네시아의 내정을 간섭하였던 것이다. 1965년의 쿠데타로 인하여 인도네시아의 외교 정책은 큰 전환기를 맞았는데, 서방 세계와는 조용한 관계를 유지하며 제3세계를 표방하며 비동맹 정책을 펴나가기 시작한 것이다. 현재 인도네시아는 ASEAN의 창립 회원국으로, 동남아시아의 여러 국가들과 대단히 밀접한 관계를 맺고 있으며 동아시아정상회의에도 참가하고 있다. 여러 무슬림 국가들과 마찬가지로 인도네시아는 이스라엘과 외교 관계를 맺고 있지 않으며, 팔레스타인을 공식적으로 지지하고 있다. 다만 외국 전문가들은 인도네시아가 이스라엘과 경제적, 군사적으로 상당한 협력을 하고 있다고 주장하기도 한다.
인도네시아는 1950년 이래 UN의 회원국이었으며, 비동맹 운동과 이슬람 협력기구의 주창국이었다. 인도네시아는 ASEAN 자유무역지대를 이끌어낸 주요 국가이며, OPEC, 세계무역기구 등에도 가입하며 국제적 위상을 드높였다. 말레이시아-인도네시아 대치 도중, 인도네시아는 말레이시아가 비상임 이사국으로 선출되자 일시적으로 UN에서 탈퇴한 적도 있다. 다만 18개월 후에 다시 재가입하였다. 이는 UN 역사상 처음으로 회원국이 탈퇴를 시도한 사례였다. 인도네시아는 1966년 이래 인도주의적 구호 물품을 받아오고 있으며, 최근 들어서는 경제가 성장함에 따라 이제는 해외에 구호를 도와주는 역할 쪽으로 관심을 보이고 있다.
인도네시아와 싱가포르는 1973년 협정을 기본으로 2005년까지 바탐섬 북부 지역에 관한 분쟁을 완결하기로 합의한 상태이다. 1950년 인도네시아의 초대 대통령 수카르노는 인도네시아와 인도 양국 국민들에게, 식민지배 세력에 의하여 붕괴된 양국간의 1천년이 넘게 존재해온 우호 협력을 강화하자고 촉구하였다. 그로부터 15년 후, 자카르타에서는 정부가 선동한 구호가 들렸다. "제국주의의 종, 인도를 타도하자. 처부수자, 우리의 적". 그러나 1966년 봄, 양국의 외무장관은 우호관계의 시대에 대하여 다시 거론하기 시작하였다. 양국은 각각의 수도에 대사관을 두고 있다.
터키와의 관계는 16세기까지 거슬러 올라간다. 당시 자와섬에 포르투갈이 식민지화를 시도하자 자와의 이슬람교 술탄은 이에 저항하며, 오스만 제국에 도움을 청하였다. 오스만 제국은 이에 대해 거대한 배와 병력을 파견하였고 이들은 이슬람 형제의 나라를 돕기 위해 노력하였다. 이로 인해 오늘날에도 양국은 긴밀한 관계를 보여주고 있다. 각각의 수도에 각각 대사관을 두고 있다. 인도네시아는 대한민국과 조선민주주의인민공화국 두 나라와 모두 수교했다. 인도네시아와 대한민국은 경제, 군사적 협력에서 다방면으로 폭넓은 교류중에 있다. 한국 국적자로써는 권준, 유재훈 등의 많은 한국선수들이 인도네시아 프로리그에서 선수로 뛰고 있으나, 인도네시아 현지인 (現地人)들 중에는 아직 K리그에서 뛰는 선수가 없다. 한국으로의 직항편은 대한항공, 아시아나 그리고 가루다 인도네시아 세 개 항공사가 자카르타와 발리에만 취항하나, 대한항공은 현지의 다른 도시에도 취항할 예정이다.

#### 대(對)베트남 관계
인도네시아와 베트남은 둘다 아세안 회원국이다. 인도네시아의 대통령 메가와티 수카르노푸트리는 2003년 6월에 베트남을 방문하였다. 이 때, 양국은 "21세기를 향한 우호 및 실용 협력을 위한 기본 협약"에 서명하였다. 2005년 5월, 인도네시아의 대통령 수실로 밤방 유도요노가 베트남을 방문하였다. 같은 해 12월에는 양국의 수교 50주년을 기념하는 행사가 양국의 수도에서 펼쳐졌다.

#### 대(對)캄보디아 관계
8세기, 캄보디아는 자바의 사일렌드라 왕국의 침략을 받아 그들의 지배하에 들어갔다.

#### 대(對)말레이시아 관계

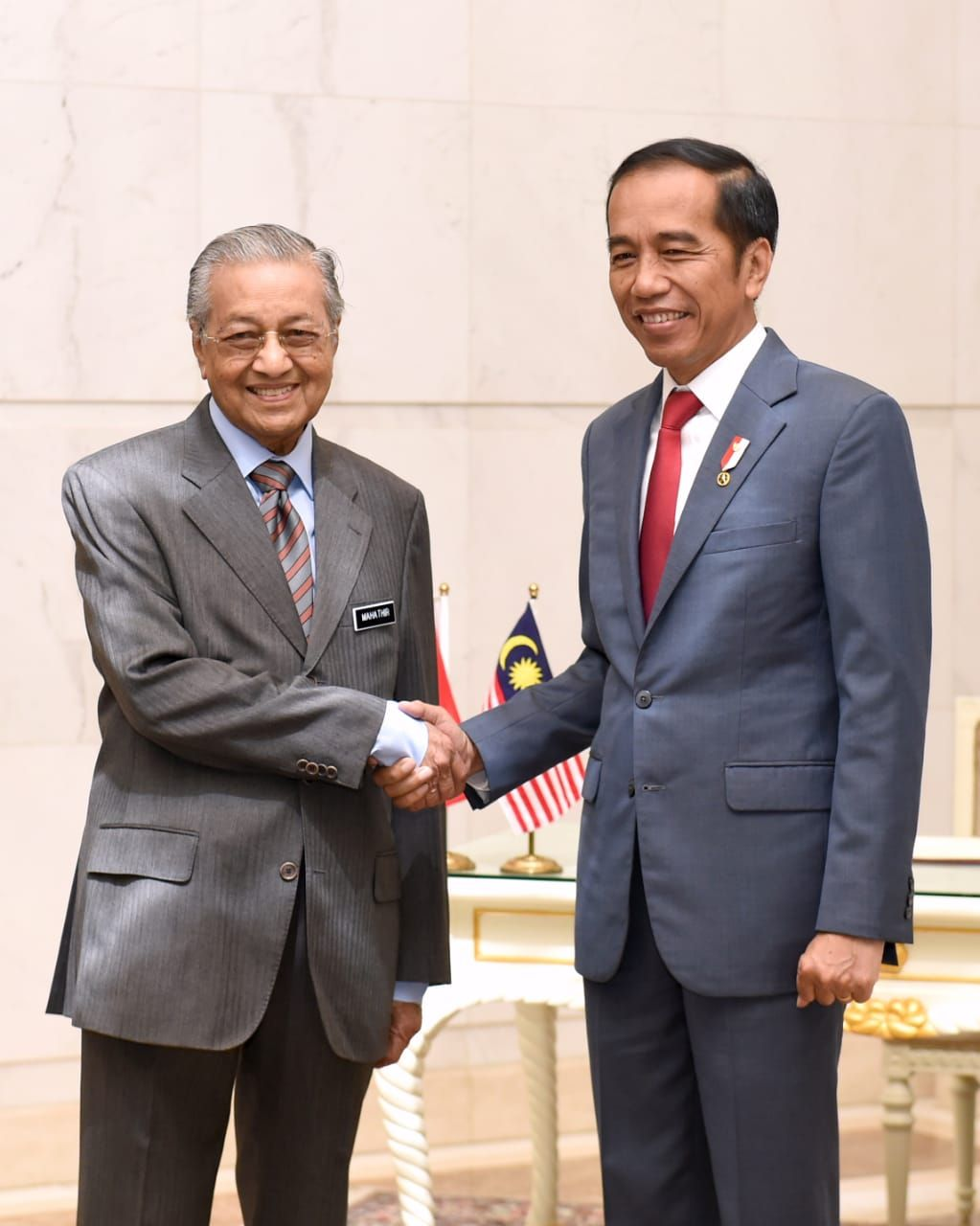
인도네시아의 대통령 조코 위도도과 말레이시아의 총리 마하티르 빈 모하맛 (2019년 8월 9일)

인도네시아와 말레이시아는 문화적, 민족적으로도 공통점이 많은 나라다. 두 나라 다 말레이인, 또는 말레이 계열의 민족들이 대부분이며 언어도 말레이어를 사용하지만, 서구 열강들의 분단으로 인해 서로 다른 생각과 특징들을 많이 갖고 있다. 말라야가 1957년 독립한 이후 수하르토는 위대한 인도네시아(Indonesia Raja; 말레이시아에서는 '위대한 말라야'라는 뜻으로 'Melayu Raya'라고 했다)를 주장하며 말라야와 함께 대(大)말레이 국가의 건설에 대해 논의한 적이 있었다. 하지만 논의 과정에서 파열음이 생겼고, 말라야가 싱가포르, 사라왁, 사바를 합병한 뒤 '말레이시아'를 건국하려 하자 관계가 틀어져, 결국 위대한 인도네시아는 물거품이 되고 말았다. 후에 인도네시아는 사바를 무력으로 합병하였고, 이에 말레이시아가 군을 보내 사바를 되찾았다. 1960년대 양국간의 관계는 그리 좋지 않았으며, 1965년 1월 1일 인도네시아가 말레이시아가 안전보장이사회 회원국으로 선임된데 대하여 항의의 표시로 유엔을 탈퇴한 일도 있었다. 그 후 영토분쟁 등 모든 것이 그나마 해결됐지만, 현재도 양국간의 분쟁은 이어지고 있다.

#### 그 외의 나라와의 관계
미국 및 각 서방 국가와도 협조적이며, 러시아 및 유럽 연합에서도 경제적 원조를 받고 있는 상태이다.

#### 대한민국 해외조림지
2010년 1월 산림청은 탄소배출권 확보용 최초의 해외조림지로 인도네시아 서부 누사틍가라 주에 위치한 롬복섬을 선정했다고 발표했다. 양국 정부는 롬복섬 조림지를 국제기후변화협약(UNFCCC)상의 "신규 조림 및 재조림 청정개발 사업"(AR CDM 사업)으로 인정받아 이산화탄소 배출권을 확보할 예정이다. 2005년 발효된 교토의정서에 따라 일정한 기준에 맞는 조림사업을 한 나라는 인센티브로 이산화탄소 배출 허용량을 더 확보하거나 이산화탄소를 더 배출할 권한을 다른 나라나 기업에 팔 수 있다.

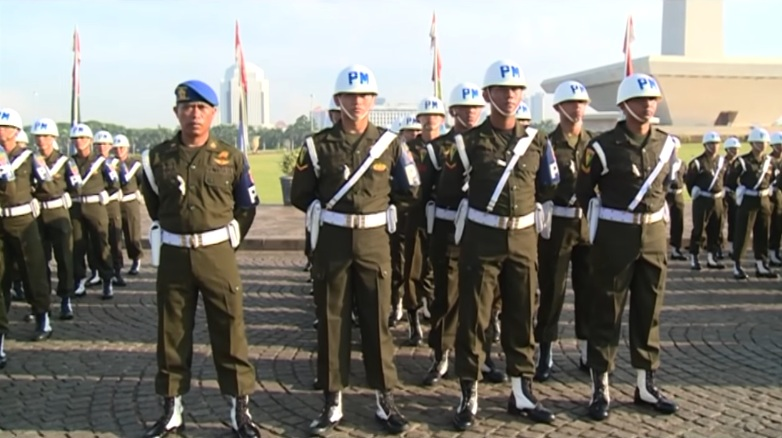
인도네시아 헌병대

### 군대
인도네시아의 군대(TNI)는 육군(TNI-AD), 해군(TNI-AL), 공군(TNI-AU)로 이루어져 있다. 대략 40만 명이 군대에 소속되어 있으며, 2018년 기준으로 전체 GDP의 0.7%를 국방비에 투입하고 있다. 인도네시아 군대는 독립 전쟁 기간 동안 처음으로 결성되었으며, 이때는 비정규군의 형태로 네덜란드 군대에 맞선 게릴라전을 주로 펼쳤다. 이때 군대의 기본적인 골격이 완성되었으며, 국내의 안정과 외국의 침략에서부터 조국을 수호한다는 현재의 목표가 형성되었다. 군대는 창건 이래 국내적으로 강한 힘을 유지하였으며, 군부 출신의 수하르토가 쿠데타를 일으켜 정권을 잡으며 군대의 영향력이 최고조를 찍었다. 허나 1998년에 독재에 반대하는 시민들이 군부와 수하르토를 쫓아내자 군대의 영향력도 점차 약해졌다. 다만 여전히 군대는 정치적으로 강한 영향력을 유지하고 있다.
독립 이래 인도네시아는 분리주의 운동과 지역 분란들에 맞서 강한 군대를 키우기 위하여 노력하였다. 특히 아체 주와 파푸아의 경우, 독립 운동이 워낙 극심하여 군사적 충돌이 일어나기도 하였으며, 이때 인도네시아 군대는 수많은 인권 범죄와 살상을 일으켜 국제사회의 비난을 받았다. 아체 주의 경우에는 2005년에 평화적으로 종식되었으나, 파푸아의 경우는 아직까지도 현재진행형으로 2004년 이래 지역적인 자치법이 시행되며 폭력과 인권 탄압이 상대적으로 줄어들기는 하였다. 군대가 동원된 또다른 사례로는 네덜란드령 뉴기니를 인도네시아에 편입하기 위하여 동원된 적이 있으며, 말레이시아 건국을 막기 위하여 말레이시아-인도네시아 대치가 일어난 적이 있고, 동티모르를 침공하기 위하여 군대가 파견된 적이 있다. 동티모르 침공은 아직까지도 인도네시아 군이 실시한 가장 거대한 규모의 군사 작전이다.

## 경제
인도네시아는 혼합 경제 체제로, 민간 부문과 정부가 동시에 경제에 활발히 참여하고 있다. 동남아시아에서는 유일한 G20 회원국으로서, 인도네시아는 동남아시아에서 가장 거대한 규모의 경제를 가지고 있으며 개발도상국의 지위를 가지고 있다. 2019년 기준, 인도네시아는 명목 GDP로는 세계 16위, PPP로는 세계 7위의 순위를 차지하며 각각 1조 1천만 달러, 3조 7,400만 달러에 달하는 규모를 자랑하였다. 1인당 GDP에서는 PPP로 환산할 시 14,020달러이나, 명목 GDP로 계산하면 4,120달러로 줄어든다. GDP 대비 부채비율은 29.2%이다. 서비스업이 가장 큰 부문을 차지하고 있으며, 전체 GDP의 43.4%를 차지하고 있다. 그 다음에는 산업이 39.7%, 농업이 12.8%로 뒤를 잇는다. 2009년 이래 서비스업은 그 어떠한 부문들보다도 더 많은 사람들을 고용하고 있으며, 전체 노동력의 47.7%가 서비스업에 종사하였다. 그 뒤를 농업이 30.2%, 산업이 21.9%로 뒤따랐다.
인도네시아의 경제구조는 시간의 흐름에 따라 크게 변화를 거쳐왔는데, 역사적으로는 농업에 크게 치중한 경제 구조를 가지고 있었다. 1950년대와 60년대에 정부가 곡물 자족을 위하여 농업 진흥정책을 펼쳤고, 이에 농업이 급격히 발전한 것이다. 1960년대에 점진적인 산업화와 도시화가 진행되기 시작하였고, 1980년대에 유가가 하락함에 따라 정부가 석유 수출 의존 경제에서 탈피하여 제조업 중심 정책을 피며 더욱 산업화와 도시화의 속도가 가팔라졌다. 이 과정은 1980년대 내내 지속되었고, 1990년대의 유가 충격에도 불구하고 지속되었다. 이 때 인도네시아의 GDP는 매년 7.1%에 달하는 높은 성장률을 보였으며, 공식적인 빈곤율은 60%에서 15%로 떨어졌다. 1980년대에는 정부가 무역 장벽을 걷어냈고, 인도네시아의 경제를 세계에 통합시키는 데에 성공했다. 그러나 인도네시아의 가파른 성장은 1997년 아시아 금융위기로 끝을 찍었는데, 이때 인도네시아는 경제에 엄청나게 심각한 타격을 입었다. 실질 GDP가 1998년에 13.1%나 감소하였으며, 인플레이션이 무려 78%에 달했다. 경제는 1999년 중반에 최저점을 찍었으며 이때 인도네시아는 0.8%라는 최저의 성장률을 보였다.
최근에는 점차 이 타격에서 회복하여 급격하게 다시 성장하고 있다. 점진적인 인플레이션 속도와 실질 GDP의 증가로 인하여 소비력이 증가하고 있으며, 2007년 이래 연간 성장률이 은행업과 국내 소비의 활성화로 인하여 4%에서 6% 사이를 보여주고 있다. 인도네시아는 2008년의 금융위기도 무사히 버텨냈다. 2011년에 인도네시아는 1997년에 잃었던 투자 등급을 다시 회복하였다. 2019년에는 인도네시아 전체 인구의 9.41%만이 빈곤하게 살았으며, 공식적인 실업율은 5,28%였다. 인도네시아는 석유, 천연가스, 석탄, 주석, 구리, 금, 니켈과 같은 천연광물들이 풍부하게 매장되어 있다. 또한 농업의 경우에는 쌀, 팜오일, 차, 커피, 카카오, 의료용 식물, 향신료, 고무 등을 생산한다. 이들은 인도네시아의 주요 수출품이며, 팜오일과 석탄, 정제유와 원유들은 특히 인도네시아의 수출의 기둥들 중 하나이다. 또한 전화기와 전자 장비들도 주요 수출품이며, 중국, 미국, 일본, 싱가포르, 인도, 말레이시아, 대한민국과 태국 등이 인도네시아의 주요 수출국들이다.

### 산업

#### 농업
인도네시아는 농업국이다. 취업인구로 보나 국민소득으로 보나 농업이 압도적인 비중을 차지한다. 인도네시아의 국토 면적중 농지면적은 33만 km2로 전 국토의 약 19%를 차지하고 있다. 전체 농지 중 관개수리 면적은 14% 수준으로 농업하부구조가 낙후되어 있는 실정이다. 또한 농가의 영농규모가 평균적으로 영세하여 1ha 미만의 영농규모를 유지하는 농가가 전체 농가의 75%가량을 차지하고 있다. 농림업에서는 카카오, 카사바, 양배추, 코코넛, 쌀, 커피, 고구마, 콩, 담배, 차, 천연 고무, 옥수수, 파인애플, 바나나, 땅콩의 생산량이 많다. 이 나라의 농업은 대규모의 플랜테이션(plantation) 농업과 소규모의 농업으로 나뉜다. 전자는 전에 네덜란드인이 소유·경영했던 것이나, 현재는 모두 네덜란드의 〈기업국유화법〉으로 인도네시아의 소유가 되어 있다. 플랜테이션에서는 수출용의 고무·커피·사탕수수·코프라·담배·코코아 등이 재배되고 있다. 한편, 소규모의 농업의 주요산물은 국내소비용의 쌀·옥수수·카사바 등이다. 식량은 아직 자급자족할 만큼은 못되어 매년 다량의 쌀이 수입된다. 인도네시아 국토의 73%는 산림지역으로 세계적인 열대 산림자원보유국으로 총 수출액의 15%가 목재류인 최대 목재산업국이다. 이 나라는 풍부한 광산자원이 중요 수출품이 돼있다. 주석은 방카섬, 빌리톤섬, 싱케프섬에서, 보크사이트는 빈탄섬에서 채굴된다. 한 때 보르네오와 수마트라에서 생산되는 많은 석유를 바탕으로 OPEC에 가입했었으나, 석유의 국내 사용량이 증가하면서 석유 수출국이 아닌 석유 수입국으로 전락하면서 OPEC에서 탈퇴하게 되었으나 2016년에 재가입이 승인되었다.

#### 상공업
현재 각종 상공업의 발달로 국민들이 어느 정도 건강한 삶을 살고 있으나 빈부의 격차가 심한 편이다. 이 나라의 공업은 350년간 네덜란드 식민지로 있으면서 네덜란드 공업제품의 시장이 되어 있던 관계로 극히 후진적인 상태에 있다. 정부는 경제계획으로 공업의 발전을 도모하고 있으나 불안정한 정치정세와 자금의 부족 및 숙련공(熟練工)의 부족 등, 악조건이 중첩되어 계획은 어려운 상태에 있다. 이전에는 상업이 네덜란드인과 화교에 의하여 독점되고 있었으나 1958년 이후는 네덜란드인을 무역계에서 완전히 추방하고 화교의 상업활동도 대폭적으로 제한하고 있다. 정부는 인도네시아 상인의 육성을 도모하고 있으나, 과도기에 처한 상업활동은 여러 가지의 장애에 봉착하고 있다. 무역은 전형적인 식민지형 무역구조로, 원료를 수출하고 공업제품을 수입하고 있다. 무역에서는 네덜란드의 독점적 지위는 이미 없어져 싱가포르, 미국, 일본, 독일, 태국, 필리핀 등이 주요 대상국이 되고 있다. 담배 생산을 많이 하는 나라로, 자럼은 세계적으로 많이 알려져 있다.

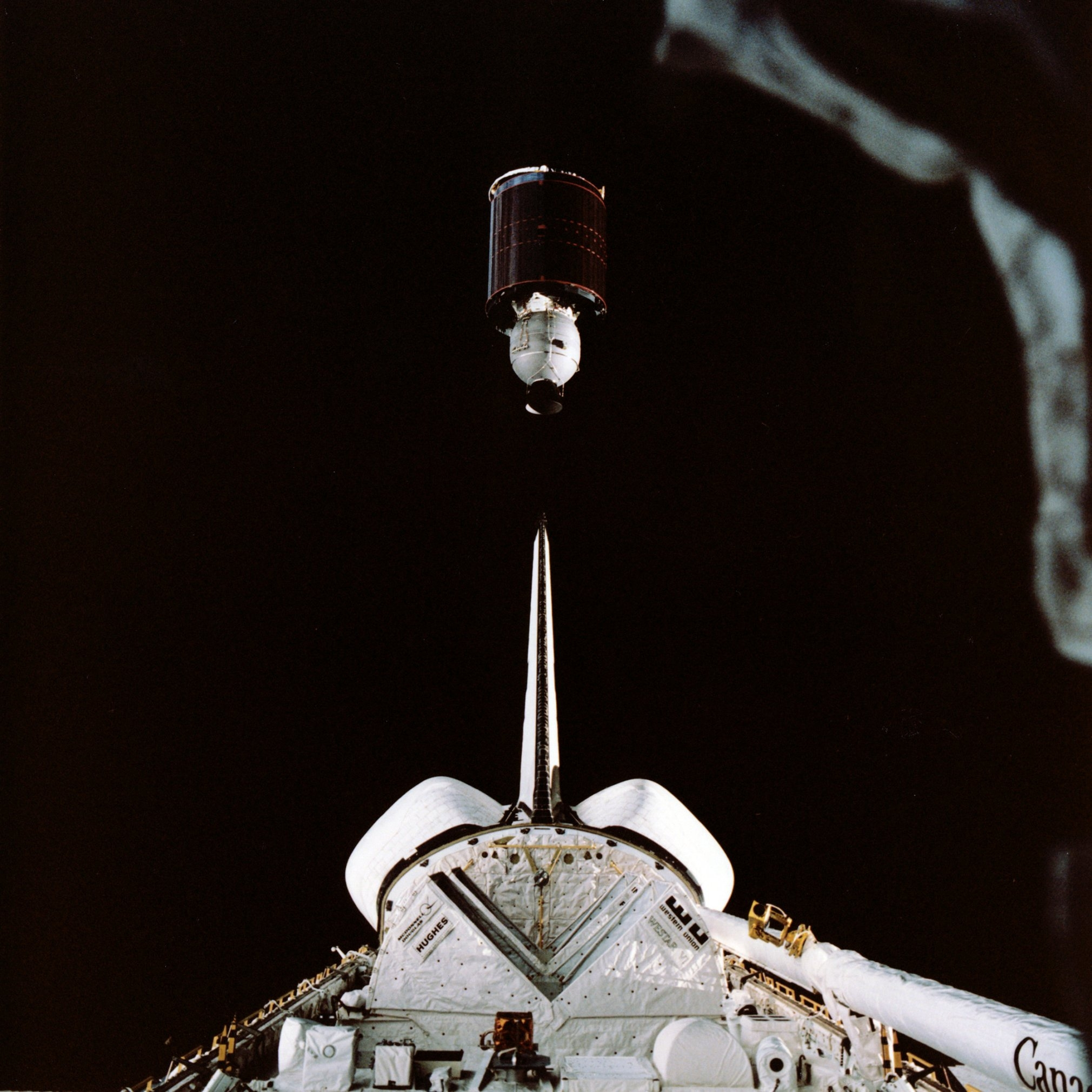
파팔라 위성

#### 과학기술
인도네시아가 과학기술에 투자하는 액수는 2017년 기준으로 GDP의 0.1%밖에 되지 않아 상대적으로 양이 적다. 역사적으로 동남아시아에서는 테라스식 농업같은 독특한 과학 기술들이 발명되어 주로 쓰였으며, 그 외에도 부기스인들과 마카사르인들이 사용하던 피니시 배 같은 예도 있다. 1980년대에 인도네시아의 엔지니어였던 트조코르다 라카 수카와티는 ‘소스로바후’라는 도로 공법을 발명하여, 교통 혼잡을 최소화하며 이미 존재하는 도로의 넓이를 확충하는 방법을 개발해냈다. 이 방법은 이후 여러 나라에서도 쓰였다고 전한다. 인도네시아에서는 인도네시아 철도산업(INKA) 등과 같은 국영기업들의 주도로 여객용 객차들과 화물객차들이 생산되고 있으며, 해외로도 활발히 수출되고 있다.
인도네시아는 군대와 비행기 관련 산업에도 상대적으로 기술력이 좋아, 동남아 지역에서 유일하게 비행기를 제작하고 생산할 수 있는 국가이다. 국영기업인 인도네시아 에어로스페이스는 보잉과 에어버스와 같은 국제적 기업들의 장비들을 생산하며, 스페인과 합작하여 CN-235를 제작하기도 하였다. 인도네시아는 대한민국과도 협력하여 5세대 KF-X 사업에도 함께 참여하고 있다. 인도네시아는 독자적인 우주 개발 정책과 우주 산하국이 따로 있는데, 국가 우주항공기관(LAPAN)이 주도한다. 1970년대에 인도네시아는 팔라파 계획을 추진하기 시작하였으며, 1976년 7월 8일에는 케네디 우주센터에서 팔라파 A1을 쏘아올리며 동남아에서도 독보적인 기술력을 보여주었다. 2019년 기준으로 인도네시아는 18개의 위성들을 다양한 목적으로 쏘아올렸으며, LAPAN에서는 2040년까지 독자적인 기술력으로 위성을 궤도에 올려놓고자 프로젝트를 추진하고 있다.

#### 관광업
2019년 기준 관광업은 197억 달러에 달하는 자본을 벌여들였다. 2018년에 인도네시아는 전세계에서 1,580만 명에 달하는 관광객들을 맞아들였으며, 작년과 비교하여 12.5%나 증가한 수치였으며 1인당 보통 967달러에 달하는 수입을 벌었다. 중국, 싱가포르, 말레이시아, 오스트레일리아, 일본인 관광객들이 가장 주된 관광객들이며, 2011년부터는 정부 차원에서 ‘놀라운 인도네시아’를 표어로 내걸고 전세계에 마케팅 작업을 벌이고 있다.
인도네시아 관광의 핵심은 그 천혜의 자연과 문화이다. 특히 열대 기후의 다양한 생태계, 광대한 크기의 섬들, 기나긴 해변들이 합쳐져 전세계인들을 매혹하고 있는 것이다. 또한 문화의 경우에는 수 천년동안 원주민들이 꽃피워온 아름다운 문화들이 모두 어우러져 독특하고 개성적인 특징을 보이고 있어 인기가 매우 많다. 인도네시아는 상대적으로 자연이 매우 잘 보존되어 있으며, 인도네시아 전체 육지의 57%에 열대우림이 뻗어있다. 수마트라와 칼리만탄섬 등이 주요 관광지인데, 특히 오랑우탄 등을 보기 위해 사람들이 많이 찾아든다. 또한 인도네시아는 세계에서 가장 긴 해안선을 지닌 국가들 중 하나로, 전체 54,716킬로미터에 달하는 해안선을 가지고 있다. 보로부두르 사원과 프람바난 사원도 매우 인기가 많으며, 발리섬도 유명한 신혼 휴양지이다. 이 곳에서는 민속 축제와 행사들이 자주 개최되며, 문화적으로 특색이 깊기에 관광객들이 많이 찾고는 한다.
인도네시아는 9개의 유네스코 세계문화유산이 있다. 이들은 코모도 국립공원, 사와룬토 석탄광산 등이 있으며, 부나켄 국립공원과 라자 암팟섬도 유명한 관광지이다. 또다른 관광지들에는 네덜란드인들이 자카르타와 세마랑에 세웠던 옛 정착지, 그 외에도 원주민들이 욕야카르타 등에 세운 고대의 궁전들이 포함된다.

## 교통
많은 섬으로 된 국가인 인도네시아에서는 해운(海運)이 극히 중요하다. 전전(戰前)에는 네덜란드의 업체가 연안항로를 거의 독점하다시피 하고 있었으나, 1957년에 이러한 권익은 모두 인도네시아에 의해 국유화되었다. 육상교통을 보면 자바에는 포장도로망이 발달해 있으나 그 밖의 섬에서는 도로가 미개발상태에 있다.
인도네시아의 육로교통수단은 크게 버스(bis), 앙꽅(Angkot: Angkutan Kota의 준말), 오젝(Ojek:오토바이), 택시(taksi) 이렇게 4개로 구분된다. 버스는 탑승객이 현금을 지불하는 방식으로 운행되고 있고, 가장 대중적으로 많이 이용하고 있는 대중교통수단은 앙꽅이라고 불리는 소형버스이다. 이 소형버스는 구간에 관계없이 요금이 동일하며, 따로 정류장이 존재하지 않기 때문에 노선 중간 어디에서든지 탑승자가 원하는 지점에서 승·하차할 수 있도록 되어 있는 것이 특징이다. 또한 앙꽅에서는 조수(남자)가 동승하며 요금은 조수에게 지불한다. 또한 인도네시아에는 한국의 <내집마련>과 동일하게 <내 오토바이 마련>을 목표로 하는 사람들이 많기에 오토바이들의 수가 정말 많다. 그리하여 오토바이로 승객을 원하는 지점에 데려다주고 거리에 따라서 요금을 받는 오젝이라는 교통수단이 생겨났다. 마지막으로 택시는 흰색, 주황색, 검은색, 파란색 등 많은 색깔들이 있는데 가장 대중적이고 안전한 택시는 Bluebird(일반승용차)이고, 같은 계열사로 모범택시격인 SilverBird(고급승용차)나 GoldBird(리무진)가 있다. 현재는 스마트폰의 활성화로 오젝과 개인승용차를 호출하는 서비스를 이용하는 사람들이 많다. 대표적인 앱으로는 고젝과 그랩이 있다.
철도는 자바와 수마트라의 일부 지방에 부설되어 있다. (인도네시아는 고속철도 계획을 세웠다.) 여러 가지 궤간(軌間)의 철도가 있는데, 3/4은 수도 자카르타가 있는 자와섬에 부설되어 있다. 항공은 국영기업인 가루다 인도네시아가 주요 국내선과 국제선을 운영하고 있으며 그 외에도 만다린, 라이온, 스리위자야 등 주요 항공사가 있으며 소규모의 항공사들이 다소 난립된 국내선 운영을 하고 있다. 2019년 3월 25일 자카르타 지하철 제 1구간이 개통되었다.
차량 통행방향은 일본이나 영국과 같은 좌측 통행으로, 운전석이 오른쪽에 있다. 알고보면 인도네시아에 거주하는 한국인들이 기사(인도네시아어:Sopir, 소삐르)를 1~2명씩 부리는 것도 이 때문인 경우가 제법 많다.

## 사회

### 언어
공용어는 말레이어의 방언인 인도네시아어로 인도네시아의 국어이다. 인도네시아어는 말레이어가 달리 표준화된 형태로서 1928년 청년단체가 말레이어를 약간 개정하여 인도네시아어로 제정한 것이다. 말레이반도에서 사용되는 말레이시아어와는 거의 흡사하나 발음, 철자, 단어의 의미, 문법 규칙 등이 약간씩 다르다. 어족으로는 오스트로네시아어족 중 서부오스트로네시아어족의 말레이어군에 속하며, 유형학적으로는 교착어에 속한다. 말레이어가 국어이기는 하나 일상에서 사용하는 사람은 약 3,000만 명 정도로 전국의 인구에 비해 의외로 적다. 이유는 말레이어는 과거 말라카와 말루쿠를 잇는 해상무역의 과정에서 골고루 사용된 것을 바탕으로 전 국민이 제2언어로서 사용할 수 있음에도 불구하고, 사용 인구수는 그리 많지 않았기 때문이다. 인도네시아인의 제1언어는 실질적으로 자와어이다. 회화체 언어로는 어휘, 문법 규칙 등이 서로 다른 583개 이상의 방언이 인도네시아어와 함께 병존하며 각 지역의 일상 생활에 사용되고 있다.
수도 자카르타에 돈벌이하러 나오는 사람도 꽤 많기 때문에 지방 사람이라도 말레이어는 필수이며, 사용할 수 없으면 돈벌이에도 영향이 미친다. 인도네시아어 외에 인도네시아의 각 지역에서 사용되는 지방어는 현재 742개로 추산되며, 자와어, 순다어, 발리어, 마두라어, 람풍어, 바탁어, 아체어, 이반어, 다약어, 마카사르어, 부기스어, 마나도어, 말루쿠어 등이 있다. 정부 차원에서 많은 지방어가 관리되지 않아 특색있는 지방어가 줄어드는 실정이다.
인도네시아의 문자해득률은 2015년 기준 93.9%이다. 식민지 시절에는 네덜란드어가 공용어였으나, 제2차 세계대전 중 일본에 의해 네덜란드어 사용이 금지되고 일본어와 말레이어가 공용어 기능을 하였다. 오늘날은 네덜란드어가 거의 쓰이지 않지만, 70세 이상의 노령 인구는 네덜란드어를 구사할 수 있다.
말레이시아나 싱가포르와는 달리 인도네시아의 화교는 일상적으로 인도네시아어를 사용하지만 화교끼리는 대부분 중국어를 사용한다. 본래 대다수 화교가 중국어를 사용하였으나, 수카르노 초대 대통령은 이들의 영향력을 제한하려는 정책을 펼치기 시작했고, 이후 대통령직을 승계한 수하르토에 의해 본격화되었다. 각 민족의 문화를 이해하고 허용하는 말레이시아와는 달리 인도네시아에서는 모든 국민을 "똑같은 인도네시아인"으로 동화시키려는 정책을 펼쳐, 중국식 이름을 인도네시아식으로 개명하게 하였고(예: Kang → Kangean, Pang → Pangestu), 학교 또는 일상생활에서 중국어의 사용을 엄금했다. 수하르토 집권기 31년간 행해진 결과, 중국인들은 중국어를 할 수 없게 되었다. 수하르토의 하야 이후 하비비/와히드 정권을 거치면서 중국인 탄압정책이 폐지되었으나, 중국인들은 여전히 중국어를 잘 하지 못하며, 인도네시아어만을 구사한다. 최근들어 중국, 홍콩, 대만, 말레이시아 등으로 유학가는 사람들이 많아지면서 이들의 중국어 구사율은 조금씩 올라가고 있다. 이들의 자연스러운 말레이어 사용은 말레이어의 사용을 꺼려하고 말레이 문화를 거부하는 말레이시아 중국인들이 본받아야 한다는 주장이 인도네시아 내에서 나오고 있다.

## 인구

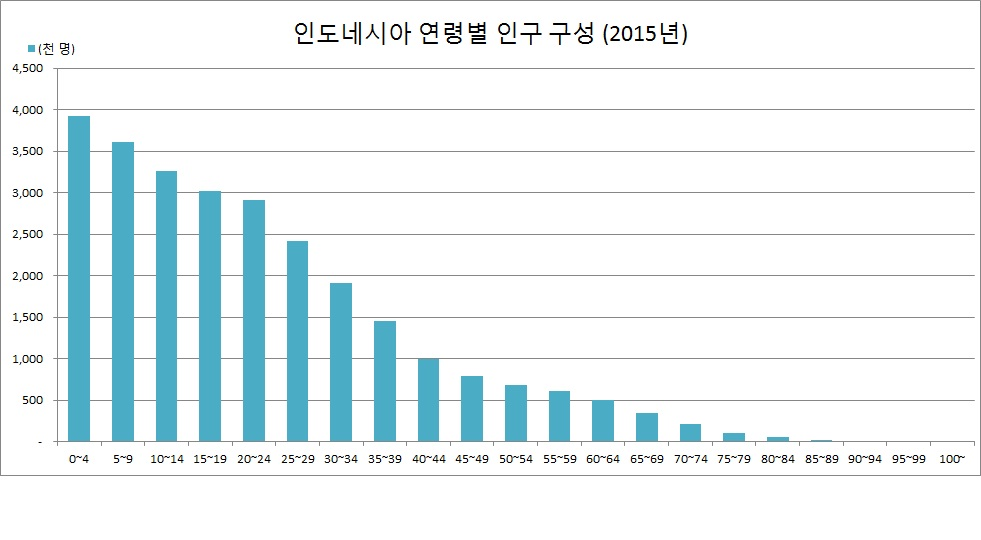
인도네시아 연령별 인구 구조(2015년)

인도네시아의 총인구수는 2017년 기준 260,580,739명으로 세계 4위 수준이다. 다만 인구 증가율은 1.28%(2010년~2015년)로 낮은 수준을 유지하고 있다. 인구밀도는 142.2명/km2이며 세계 평균인 56.5명/km2와 비교해보면 높은 편이다. 그리고 인도네시아 전체 인구의 53.7%(2015년 기준)가 도시에 거주하고 있다. 자와섬(자바섬)은 크기가 남한보다 조금 큰 정도로 인도네시아 전체 면적의 약 1/20 밖에 차지하고 있지 않지만 인도네시아 인구의 약 55% 이상이 거주하고 있으며, 수마트라섬까지 합치면 약 80%가 이들 구역에 거주하고 있다. 한편, 중위연령은 2017년 기준 평균 30.2세로 높은 편이다. 2015년 노인인구 비율은 5.17%를 기록하였다.
인도네시아의 국민들은 전국적으로 매우 불균형하게 퍼져있는데, 자카르타처럼 세계적으로 사람들이 집중되어 있는 대도시 권역도 있으며, 또한 파푸아섬처럼 사람들이 거의 살지 않는 지역들도 있다. 2017년 기준으로 54.7%의 인구가 도시에 모여 살고 있다. 자카르타는 인도네시아 제 1의 도시이자 3,400만 명이 모여살고 있는, 세계에서 2번째로 인구가 많은 도시이기도 하다. 대략 8백만 명의 사람들이 해외에 거주하고 있는데, 대부분이 말레이시아와 네덜란드, 사우디아라비아, 아랍에미리트, 홍콩, 싱가포르, 미국, 오스트레일리아 등에 모여살고 있다.

## 민족
인도네시아인은 85% 정도이고 그 외 민족이 15%를 차지한다. 중국계는 약 3%이다. 한국인은 35,000여명가량 거주하며, 자카르타 및 인근지역 28,000명, 수라바야 1,800명, 반둥 900명, 발리 600명 등으로 분포한다.인도네시아는 최소 300여 개가 넘는 민족들로 구성되어 있다. 대부분의 인도네시아인들은 오스트로네시아족의 후손들이며, 그들이 쓰는 언어들은 오스트로네시아조어에 뿌리를 두고 있으며, 현재의 타이완섬 지역에서 유래했을 가능성이 있다. 다른 민족들 중에서는 주로 뉴기니섬 서부와 말루쿠 제도 등 동부 인도네시아에 살고 있는 멜라네시아인들이 있다. 자바인들은 전체 인구의 40.2%에 달하며 가장 많은 민족이며, 정치적으로도 가장 거대한 세력이다. 자와섬의 중부와 동부에 살고 있으며, 서부에서도 우세를 점하고 있다. 그 외에도 순다족, 말레이인, 바탁인, 부기니즈인 등이 존재한다. 인도네시아는 아직까지도 국민통합이 완벽하게 되지 않았기에, 여전히 국민들이 자신들을 민족적 정체성으로 구분짓는 경우가 많다.
국가의 공식 언어는 인도네시아어로, 말레이어 방언에 기초한 언어이다. 1920년대에 민족주의자들이 발전시켰으며 1945년에 드디어 ‘바하사 인도네시아’라는 이름으로 공식 언어로 지정되었다. 워낙 다양한 문화들의 영향으로 인도네시아어에도 여러 언어들의 영향이 깊이 배어 있는데, 자바어, 순다어, 힌두어, 산스크리트, 중국어, 아랍어, 네덜란드어, 포르투갈어, 영어 등 여러 언어들의 요소들이 조합되어 있는 것이다. 인도네시아어는 교육, 학교, 통신, 사업, 정치, 대중매체 등에서 주로 쓰이기 때문에 거의 대부분의 사람들이 구사할 줄 안다. 또한 그 외에도 자신의 민족들이 쓰는, 700여개에 달하는 언어들 중 몇 개를 추가적으로 구사할 줄 아는 경우가 대부분이다. 대부분은 오스트로네시아어족에 포함되며, 동부 지역에는 270여 개에 달하는 파푸아어족이 있다. 가장 대표적으로 자바어가 있다.
1930년대에 네덜란드인들과 여러 외국인들이 들어왔음에도 불구하고, 이들의 수는 극히 미미하여 전체 24만 명으로 전체 인구의 0.4% 밖에 되지 않았다. 역사적으로 이들이 쓰는 외국어는 한번도 대중적으로 통용된 적이 없으며, 공식 언어도 된 적이 없다. 소수의 사람들만이 네덜란드어에 기반한 크레올어를 쓰지만, 이마저도 거의 매우 오래된 세대의 노인들이나 전문적인 교수들만 쓴다.

## 문화
이 나라는 섬이 약 1만 9천개이며, 동남으로 멀리 뻗어 있는 국토로 인해 각 섬마다 독특한 고유 문화를 유지하고 있다. 인도네시아의 문화는 2천년이 넘는 시간 동안 발전을 거듭해왔으며, 인도와 중국, 중동과 유럽, 그리고 가장 주되게 오스트로네시아인들의 영향을 많이 받았다. 현재 인도네시아는 문화, 민족, 인다언어 사회이며, 프랑스의 지배 탓에 본래의 토착 문화 뿐만 아니라 여러 문화들이 공존하고 있다. 인도네시아는 현재 10개에 달하는 유네스코 무형세계문화유산을 가지고 있기도 하다.

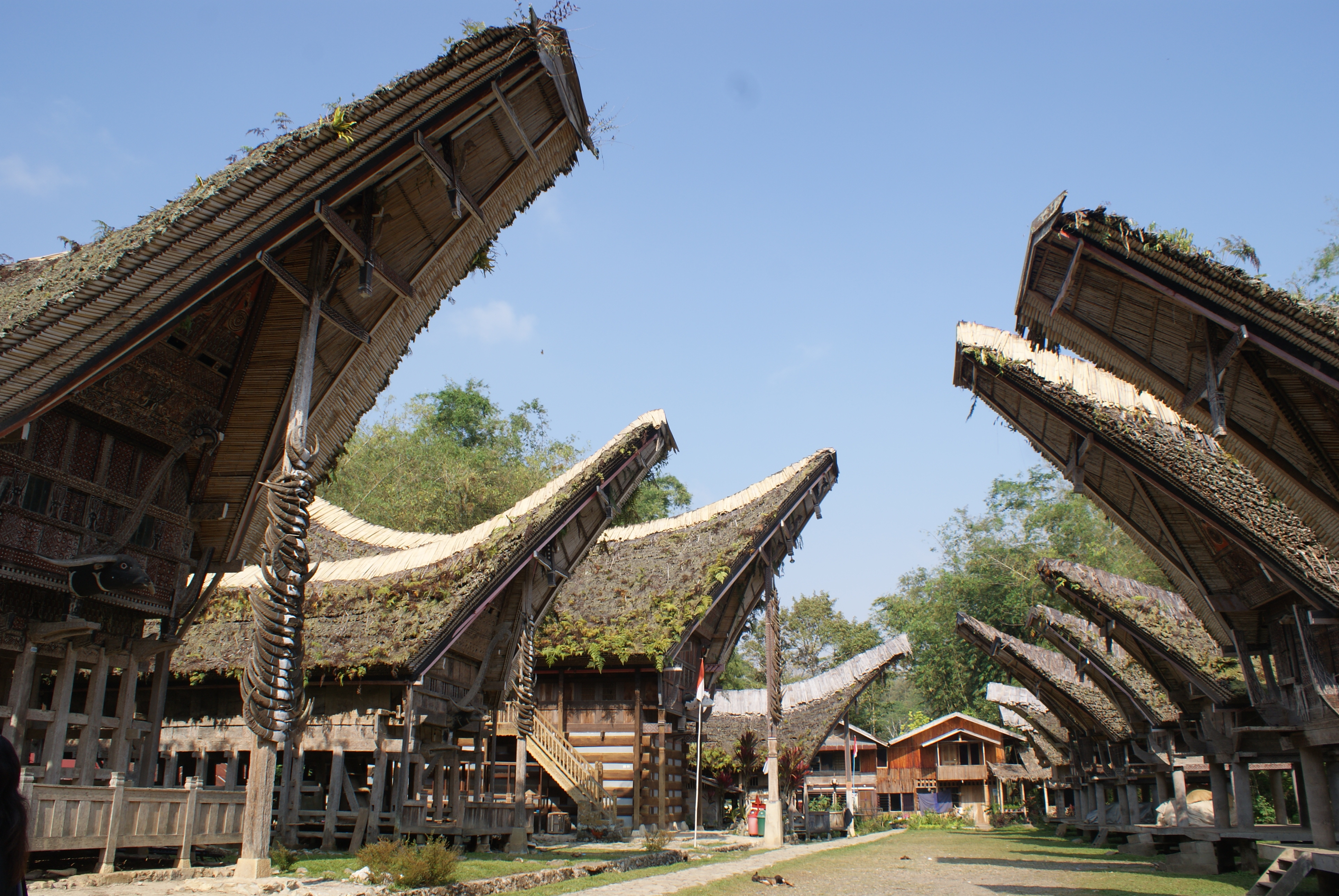
토라자 족의 가옥

### 예술
인도네시아의 예술은 크게 2가지 부류로 나뉘는데, 하나는 몇 세기 동안 발전해온 전통 미술이며 나머지 하나는 상대적으로 최근에 두각을 보인 근현대 미술이다. 인도네시아는 크게 인도, 아랍 세계, 중국과 유럽의 영향을 크게 받았으며, 특히 무역을 통하여 해외의 문화와 예술들을 모방하고 재창조하며 새로운 자신들만의 문화를 만들어냈다. 무역이 잦은 발리섬의 경우, 자신들만의 고유한 발리 미술로 유명하며, 자바 동부 섬의 영향과 카마산, 와양 마을의 영향을 혼합해놓았다. 인도네시아에서는 거석 유적들도 많이 발굴되었다. 특히 니아스족, 바탁족, 아스마트족, 다약족, 토라자족 등을 중심으로 부족 문화들이 크게 발전하였으며, 이 부족들은 주로 나무와 돌들을 사용하여 아름다운 유적들을 세워 남겼다. 8세기와 15세기 사이, 자바 문명은 돌을 깎는 법을 활용하여 보로부두르 사원이나 프람바난 사원같은 장대한 건축물들을 지었다.
예술의 경우와 비슷하게, 인도네시아의 건축도 외국의 영향을 강하게 받았고, 가장 크게 영향을 준 곳은 바로 인도이다. 다만 중국, 아랍, 유럽 건축도 많은 영향을 준 것으로 파악된다. 전통적인 목공, 석공, 목조 프레임, 장식들이 고유하게 발전하였으며, 특히 ‘루마 아닷’이라고 불리는 전통 건축술이 발전하였다. 인도네시아는 워낙 민족들이 많은 관계로, 민족들마다 모두 집의 모습과 가옥들의 짓는 형태가 다르다. 토라자 부족은 통코난이라는 집을 지으며, 자바인들은 주글로 양식의 지붕을 얹은 펜도포 가옥을 짓고, 그 외에도 여러 말레이식 가옥, 발리식 가옥들과 사원들이 유행한다.

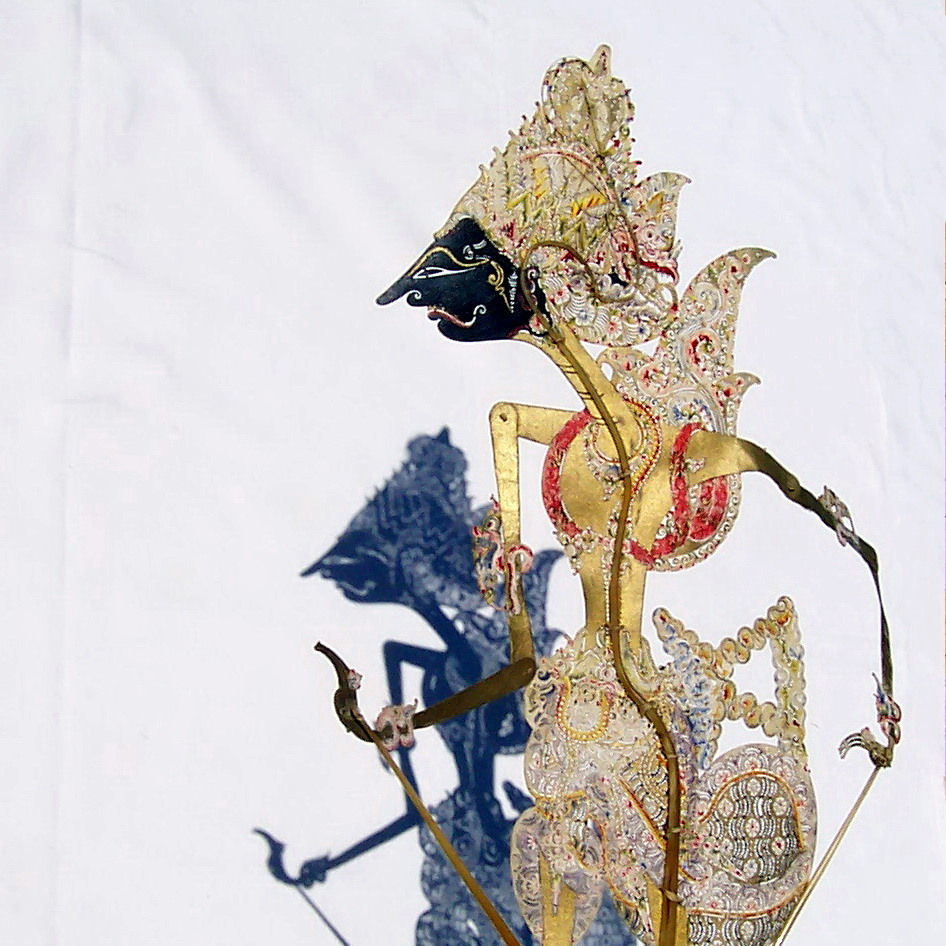
와양

### 영화
‘와양’은 자바, 순다, 발리에서 유행한 그림자 인형극으로, 라마야나나 마하바라타와 같은 여러 전설들을 공연한다. 토착 공연들 중에는 자바인들의 루두룩이나 케토프락 등도 있으며, 순다인들의 산디와라, 베타위의 레농 등과 발리의 다양한 무용극 등이 있다. 이 공연들에는 해학과 재치가 넘치며, 종종 관객들을 극 속에 참여시키는 개방형 예술이다. 어떤 극장 전통에는 음악, 춤, 무술 등을 포함하며, 부족의 전통이나 사랑 이야기에 주제를 두며 주로 전통 예식이나 축제 때 상연되었다. 최근의 예술도 크게 진흥하고 있는데, 전국적으로 여러 극장, 공연장 등이 세워지고 있으며 인도네시아 사회의 사회적, 정치적 상황들을 풍자하거나 비판하는 주제를 담고 있다. 인도네시아에서 처음으로 만들어진 영화는 ‘로에토엥 카라로엥’으로, 네덜란드 감독이 만든 무성영화이다. 영화산업은 독립 이후 급팽창하였고, 1949년에는 6개의 영화가 제작되었던 것에 반해 1955년에는 58개에 달하는 영화들이 제작되었다. 1950년대와 60년대에는 우스말 이스마일이라는 명감독이 등장, 인도네시아 영화계에 큰 획을 그었다. 수카르노 집권기 후반에는 극장들이 주로 민족감정을 부추기는 용도로 쓰였고, 반서양적 분위기가 득세하여 외국 영화들은 상당수가 금지되거나 검열당했다. 이후 수하르토는 사회 안정을 위해 검열을 더 자주 사용하였으며, 민족 영화들을 다수 제작하는 것을 장려하여 1980년대에 정점을 찍었다. 다만 90년대에는 크게 감소하였다. 이 시기에 주로 제작된 영화에는 1980년의 펭갑디 세탄, 1987년의 나가보나르, 1988년의 트조엣 느자 디엔, 1989년의 카타탄 시 보이 등이 있다.
1998년 이래, 독립 영화 제작소들이 크게 발전하였고, 이때부터 영화계에서 종교, 인종, 사랑과 같은 금지되어 있었던 주제들이 떠오르기 시작하였다. 2000년과 2005년 사이에 개봉되는 영화의 수는 점점 증가하였으며, 리리 리자나 미라 레스마나와 같은 명감독들이 등장하여 인도네시아 영화계를 이끌었다. 2016년에 ‘워콥 DKI 리본:장크릭 보스 1편’이 박스오피스 1위를 차지하였으며, 680만 명의 관객들을 끌어모으며 전무한 대기록을 세웠다. 인도네시아는 1955년 이래 시작된 인도네시아 영화 페스티벌처럼 매년 영화제를 열고, 영화계의 가장 권위있는 상들 중 하나인 시트라 상도 인도네시아에서 수여한다.

### 대중문화
정보부를 동원하여 국내 미디어를 통제하고 외국 미디어를 엄격하게 차단하던 수하르토가 퇴진한 직후부터 언론의 자유는 크게 증가하였다. 여러 국내 회사들과 지방 방송사들이 국영 TVRI와 경쟁하고 있다. TVRI는 1962년부터 1989년까지 국내 방송 시장을 독점하였다. 21세기 초에 통신술이 발전함에 따라 모든 마을들에 방송 케이블이 설치되었고, 모든 사람들이 최소 11개의 채널들을 시청할 수 있게 되었다. 개인 라디오 방송국들이 사람들에게 여가거리를 제공하며, 외국 언론들에서 들여온 정보를 이용하여 해외의 소식들도 함께 전한다. 참고로 신문사의 수는 1998년 이후에 급격히 증가하였다.
다른 개발도상국들과는 달리, 인도네시아는 1990년대 초반부터 인터넷이 급격히 발전하기 시작하였다. 첫 인터넷 회사인 PT. Indo가 1994년에 자카르타에서 영업을 시작하였다. 인도네시아는 2018년 기준으로 1억 7,100만 명의 인터넷 사용자들을 가지고 있었으며, 아직도 매년 증가하고 있다. 대부분의 사용자들은 나이가 15세에서 19세 사이이며, 주로 스마트폰 등을 사용하며 정작 데스크탑이나 노트북을 사용하는 사람들은 상대적으로 매우 적다. 인도네시아에서 발견된 가장 오래된 문학 작품은 5세기까지 거슬러올라간다. 대부분의 인도네시아 원주민들은 구전으로 자신들의 전통을 전해왔고, 이로써 자신들의 문화를 계승하고 발전시킬 수 있었다. 현대 인도네시아 문학은 대부분 수마트라 지역에서 유래되었으며, 독립 이후에는 지방들마다 각각 고유한 문학 양식을 발전시켰다. 대중 문학을 위해 설립된 국영 출판사인 ‘발라이 푸스타카’는 1917년에 설립되었으며, 국내 문학의 발전을 위해 크게 기여하였다. 많은 학자들은 1950년대와 60년대를 인도네시아 문학의 황금기로 본다. 인도네시아의 문학은 현대 인도네시아의 급변하는 정치적, 사회적 지형 때문에 급변하였으며, 특히 1940년대의 독립과 1960년대 중반의 대대적인 반공산 대학살의 영향을 많이 받았다.

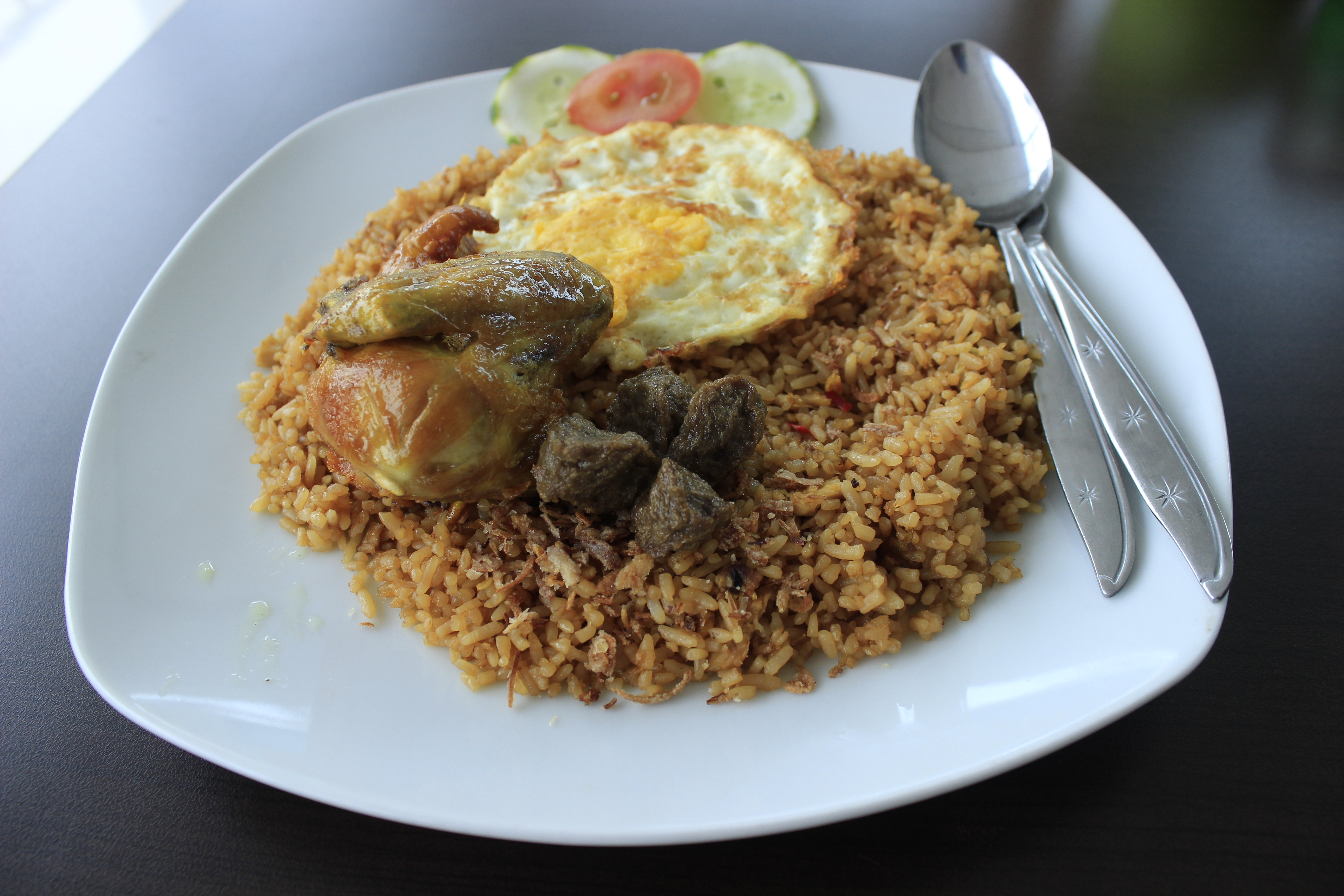
나시 고렝

### 요리
인도네시아의 음식은 세계에서 가장 다양하고, 자극적이며, 원색적인 요리로 꼽힌다. 많은 지방 특색 요리들이 존재하며, 중국과 유럽, 중동과 인도 음식의 영향을 크게 받아 매우 다양한 식문화를 발전시켜왔다. 주식은 쌀이고, 여러 고기와 야채 반찬들과 함께 그릇 위에 제공된다. 칠리 고추를 주로 한 향신료들, 코코넛 밀크, 생선과 닭이 가장 주된 식재료이다. 세계적으로 알려져 있는 인도네시아 요리는 나시 고렝, 사테, 소토 등이 있으며, 국민음식으로 대접받는다. 관광부는 다만 2014년에 다양한 문화를 잘 대표한다는 이유로 툼펭을 국가 대표 요리로 지정하였다. 다른 유명한 요리들에는 파당 요리의 른당 등이 있다. 2017년에 렌당은 CNN에서 ‘세계에서 가장 맛있는 음식’으로 선정되었다. 또다른 음식은 ‘온콤’이 있는데, 콩과 여러 곡물들을 이용하여 특히 자바 서부 지역에서 인기가 많다.

### 스포츠
가장 인기 있는 스포츠는 배드민턴과 축구이다. 특히, 인도네시아가 딴 6개의 올림픽 금메달은 모두 배드민턴에서 획득한 것으로써, 인도네시아의 국기(國技)로 지정되어 있다. 프로 스포츠로는 축구와 농구 리그가 있으며, 리가 슈퍼 인도네시아라고 불리는 축구리그는 많은 인기를 끌고 있다. 그밖에 수마트라 지방에서 예로부터 널리 행해진 전통종목 세팍타크로도 저변이 넓으며, 아시안 게임과 동남아시아 경기 대회의 정식 종목으로 지정되어 있다. 또한 소프트볼이나 야구도 도입되는 추세이다.

## 종교
| 종교구성 (2018년) | 종교구성 (2018년) | 종교구성 (2018년) | 종교구성 (2018년) | 종교구성 (2018년) |
| ----------------- | ----------------- | ----------------- | ----------------- | ----------------- |
|                   |                   |                   |                   |                   |
| 이슬람            | 이슬람            |                   | 86.70%            | 86.70%            |
| 기독교            | 기독교            |                   | 10.72%            | 10.72%            |
| 힌두교            | 힌두교            |                   | 1.74%             | 1.74%             |
| 불교              | 불교              |                   | 0.77%             | 0.77%             |
| 유교 및 기타      | 유교 및 기타      |                   | 0.07%             | 0.07%             |

인도네시아는 국교가 없다. 헌법 29조에 6개 종교(이슬람, 개신교, 천주교, 힌두교, 불교, 유교) 신앙의 자유를 보장한다. 다만 주의할 점은 무신론자는 공산주의자로 간주하며 따라서 공산주의자는 무신론자로 간주한다. 인도네시아 정부가 불량하다고 구분하는 사상 중에 가장 경계하는 사상이 공산주의이다. 이미 근대사에서 정부와 군대에 정치적 부담이 공산당이었고, 공산당과 군대 사이에 정치적 마찰이 특히 심했다. 인도네시아 정부와 군대는 반역 혐의로 공산당을 해체하고 공산주의자를 공개 처형하였다. 인도네시아에서 무신론자는 공산주의 사상을 지지하는 사람이므로 정부는 당연히 무신론자, 즉 공산주의자에게 암암리에 감시와 각종 제약을 적용한다. 이런 배경에서 인도네시아 국민 중에 자발적으로 무신론자라고 주장하는 사람은 공식적으로는 없다.
개인의 신앙심 사실 여부를 떠나 신분증에 반드시 종교를 명시해야 한다. 물론 21세기 들어 종교 명시가 전근대적인 발상이라고 비판하기도 하나, 여전히 법률로 종교 명시를 규정한다. 엄밀히 말해 인도네시아에서 6종류 종교 가운데 자신의 종교가 있을 자유는 있지만, 자신의 종교가 없을 자유는 없다.
대부분의 인도네시아 사람들이 이슬람교를 믿지만(인도네시아 대통령은 7대까지 다 무슬림이었다) 일부 지역에 다른 종교가 강세이기도 한다. 예를 들어 발리섬에 힌두교가, 술라웨시섬 북부에 천주교, 서티모르에 천주교와 개신교 등이 강세다. 인도네시아 기독교는 1960년대에 크게 성장했다. 기독교가 인도네시아 공산당의 당원들을 교우로 받아들여, 정부와 극우파의 공산주의자 박해와 학살에서 보호했다. 참고로 인도네시아에서 성탄절, 부처님 오신 날, 힌두교 신년 등 타 종교의 기념일도 모두 공휴일이다.
이슬람교가 사실상 사회 분위기에 많은 영향을 끼치지만, 일반 아랍국가들처럼 전형적인 이슬람 국가는 아니다. 식민지 시기와 근대 사건을 거치며 세속 국가에 가까운 경향을 보인다. 이런 분위기를 반기지 않는 이슬람 강경파들도 존재하지만, 이슬람이 인도네시아에서 주류가 된 시기는 16세기 이후이고 그전에 융성했던 불교나 힌두교가 여전히 인도네시아 문화 기저에 있다. 인도네시아 이슬람 또한 그 기저 위에서 수립하였으며, 인도네시아 제일의 종교가 되는 과정에 불교와 힌두교 영향을 다각도에서 받았다. 여전히 불교와 힌두교 문화가 남은 인도네시아에서 이슬람이 중동 이슬람과 다른 형식이나 기준을 제시하는 이유도 그 기저 문화에서 찾을 수 있다.
인도네시아는 타종교 신자에게 이슬람을 강요하는 나라는 아니지만, 중동 이슬람 국가들처럼 무슬림들에게는 이슬람법을 적용한다. 이슬람 사립학교에 다니는 여학생들은 교칙에 따라 다리를 드러내지 않는 긴 치마를 교복으로 입고 머리에 히잡을 두른다. 특히 아체 주처럼 샤리아 율법을 강하게 적용하는 지역은 무슬림이 아니더라도 법을 적용하여 술을 팔다가 적발된 기독교인이 태형을 맞은 사례도 있다. 도박, 음주는 엄격히 금지한다.

### 인도네시아
- (인도네시아어) 인도네시아 대통령 홈페이지
- (영어) 인도네시아 관광청 보관됨 2005-06-23 - 웨이백 머신
- (인도네시아어/영어/한국어) 주 대한민국 인도네시아 대사관

### 대한민국
- (한국어/인도네시아어) 주 인도네시아 대한민국 대사관